# Кинеска штампа гравираним дрвеним блоковима
Кинеска штампа гравираним дрвеним блоковима је техника штампања текста, слика или шаблона која се широко користи широм источне Азије и потиче из Кине као метода штампања на текстилу и касније папиру. Свака страница или слика је направљена резбарењем дрвеног блока како би се оставиле само неке области и линије на оригиналном нивоу; то су оне које су обојене мастилом и које се приказују у штампаном материјалу, у процесу рељефне штампе. Резбарење блокова је вешт и мукотрпан посао, али се може одштампати велики број отисака.
Као метод штампања на тканини, најранији преживели примери из Кине датирају пре 220. године нове ере. Штампање дрвеним блоковима постојало је у Танг Кини од 7. века нове ере и остало је најчешћи источноазијски метод штампања књига и других текстова, као и слика, све до 19. века.
2009. године Унеско је уврстио кинеску технику штампе гравираним дрвеним блоковима на Листу нематеријалног културног наслеђа човечанства.
Традиционална кинеска техника гравираног штампања блокова захтева сарадњу неколико занатлија који поседују стручност, спретност и тимски дух. Сами блокови, направљени од ситнозрног дрвета крушке или жижуле, секу се на дебљину од два сантиметра и полирају брусним папиром како би се припремили за гравирање. Нацрти жељених слика се четкају на изузетно танак папир и проверавају да ли постоје грешке пре него што се пренесу на блокове. Дезени са мастилом пружају водич за занатлију који резбари слику или дизајн у дрво, стварајући издигнуте мотиве који ће на крају нанети мастило на папир. Међутим, прво се блокови тестирају црвеним, а затим плавим мастилом и врше се корекције резбарења. Коначно, када је блок спреман за употребу, прекрива се мастилом и притискује руком на папир да би се одштампала коначна слика. Блок гравура се може користити за штампање књига у различитим традиционалним стиловима, за креирање модерних књига са конвенционалним повезом или за репродукцију древних кинеских књига. Велики број штампарских радионица и данас наставља ову рукотворину захваљујући знању и вештини стручних занатлија.

## Историја
Према Књизи Јужног Ћиа, 480-их година, човек по имену Гонг Шуањи (龔玄宜) назвао је себе Гонг мудрацем и „рекао да му је натприродно биће дало "писање са печатом од жада", које није захтевало четкицу: човек је дувао по папиру и ликови су се формирали“.  Затим је искористио своја овлашћења да мистификује локалног гувернера. На крају се с њим обрачунао гувернеров наследник, који је вероватно погубио Гонга.  Тимоти Хју Барет претпоставља да је Гонгов магични блок од жада заправо био уређај за штампање, а Гонг је био један од првих, ако не и први штампач. Полумитски запис о њему стога описује његову употребу процеса штампања тако да намерно збуни посматраче и створи слику мистицизма око себе.  Међутим, пронађени су цветни узорци одштампаног дрвета на свили у три боје који датирају из династије Хан (пре 220. године н.е.). 
На успон штампарства у великој мери је утицао махајана будизам. Према веровањима махајане, верски текстови имају суштинску вредност за преношење Будине речи и делују као талисмански предмети који садрже свету моћ способну да отерају зле духове. Копирањем и чувањем ових текстова, будисти су могли да стекну личне заслуге. Као последица тога, идеја штампања и његове предности у реплицирању текстова брзо су постали очигледни будистима, који су до 7. века користили дрвене блокове за креирање апотропејских докумената. Ови будистички текстови штампани су посебно као ритуални предмети и нису били широко распрострањени или намењени за јавну потрошњу. Уместо тога, они су сахрањивани у освећеном тлу. Најранији сачувани пример ове врсте штампаног материјала је фрагмент минијатурног свитка дхарани (будистичка чаролија) написаног на санскриту, ископан у гробници у Сијану. Зове се Велика чаролија неокаљане чисте светлости (Wugou jingguang da tuoluoni jing 無垢淨光大陀羅尼經) и штампана је помоћу дрвене плоче током династије Танг, око 650–670.  Сличан комад, Saddharma pundarika sutra, такође је откривен и датиран у 690. до 699.
Ово се поклапа са владавином Ву Цетјена, под којом су Кинески монаси превели Дужу Sukhāvatīvyūha Sūtra, која заговара праксу штампања апотропејских текстова и слика.  Најстарији сачувани докази о печатима на дрвету направљеним за читање су делови Лотосове Сутре откривени у Турпану 1906. године. Они су датирани у време владавине Ву Цетјена користећи препознавање облика карактера.  Најстарији текст који садржи прецизан датум штампања открио је Аурел Штајн у пећинама Могао у Дунхуангу 1907. године. Ова копија Дијамантне сутре дуга је 14 стопа и садржи колофон на унутрашњем крају који гласи: „С поштовањем учињено за универзалну бесплатну дистрибуцију од Ванг Јиа, у име своја два родитеља 13. 4. месеца 9. године Шентонга (тј. 11. маја 868. нове ере)“. Сматра се најстаријим свитком на свету са сигурним датумом.  Дијамантску сутру је помно пратио најранији сачувани штампани алманах, Qianfu sinian lishu (乾符四年曆書), датиран у 877. 

### Династија Сунг
Од 932. до 955. штампано је Дванаест класика и низ других текстова. Током династије Сунг, Дирекција за образовање и друге агенције користиле су ове блок отиске за ширење својих стандардизованих верзија класика. Остала дистрибуирана дела укључују Историје, филозофска дела, енциклопедије, збирке и књиге о медицини и ратној вештини. 
Године 971. започео је рад на комплетном будистичком канону Трипитака (Kaibao zangshu 開寶藏書) у Ченгдуу. Било је потребно 10 година да се заврши 130.000 блокова потребних за штампање текста. Готов производ, сичуанско издање канона Каибао, познатог и као Каибао Трипитака, штампано је 983. године. 
Пре увођења штампе, величина приватних колекција у Кини је већ порасла од проналаска папира. Фан Пинг (215–84) имао је у својој колекцији 7.000 ролни (јуан) или неколико стотина наслова. Два века касније, Чанг Миан је поседовао 10.000 јуана, Шен Јуе (441–513) 20.000 јуана, а Сјао Тонг и његов рођак Сјао Маи су имали колекције од 30.000 јуана. Прича се да је цар Јуан од Лианга (508–555) имао збирку од 80.000 јуана. Укупан збир свих познатих приватних колекционара књига пре династије Сунг броји око 200. 
Штампа на дрвету је такође променила облик и структуру књига. Свици су постепено замењени увезима у концертини (經摺裝) од периода Танг па надаље. Предност је била у томе што је сада било могуће окренути референцу без отварања целог документа. Следећи развој везивања (xuanfeng zhuang 旋風裝) био је да се први и последњи листови причврсте на један велики лист, тако да се књига може отворити као хармоника. 

### Горијо
Године 989. Сеонгџонг из Горијоа је послао монаха Јеогу да затражи од Сунга копију комплетног будистичког канона. Захтев је одобрен 991. године када је Сеонгџонгов званичник Хан Еонгонг посетио суд Сунг. Године 1011, Хиенџонг из Горијоа издао је резбарију сопственог комплета будистичког канона, који ће постати познат као Goryeo Daejanggyeong. Пројекат је обустављен 1031. након Хиенџонгове смрти, али су радови поново настављени 1046. након Мунџонговог ступања на престо. Дело, од око 6.000 томова, завршено је 1087. године. Нажалост, оригинални сет дрвених блокова уништен је у пожару током монголске инвазије 1232. Краљ Гоџонг је наредио да се направи још један комплет и рад је почео 1237. године, овог пута за само 12 година. Године 1248. комплетан Goryeo Daejanggyeong бројао је 81.258 штампаних блокова, 52.330.152 карактера, 1496 наслова и 6568 томова. Због строгог процеса уређивања који је ушао у Goryeo Daejanggyeong и његове изненађујуће издржљиве природе, пошто је преживео потпуно нетакнут више од 760 година, сматра се најтачнијим будистичким каноном написаним на класичном кинеском, као и стандардним издањем за источноазијско будистичко образовање.
Упркос продуктивном ефекту штампе на дрвету, историчар Ендимион Вилкинсон примећује да оно никада није заменило руком писане рукописе. Заиста, рукописи су остали доминантни до самог краја царске Кине.
Не само да су рукописи остали конкурентни отисцима, чак су их преферирали елитни научници и колекционари. Доба штампања дало је чину ручног преписивања нову димензију културног поштовања. Они који су себе сматрали правим научницима и правим познаваоцима књиге нису сматрали отиске за праве књиге. Према тадашњим елитистичким ставовима, „штампане књиге су биле за оне који нису истински марили за књиге“. 
Међутим, преписивачи и рукописи су наставили да буду конкурентни штампаним издањима само драматично снижавајући њихову цену. Према аутору из династије Минг Ху Јинглину, „ако није било штампаног издања доступног на тржишту, ручно копирани рукопис књиге коштао би десет пута више од штампаног дела“,  такође „када се штампано издање појави, преписана копија се више није могла продати и била би одбачена“.  Резултат је да је упркос заједничком постојању ручно преписаних рукописа и штампаних текстова, цена књиге до краја 16. века опала за око 90 процената.  Као резултат тога, писменост је порасла. Године 1488, Корејац Чое Бу приметио је током свог путовања у Кину да „чак и сеоска деца, возачи трајекта и морнари“ могу да читају, иако се то односило углавном на југ, док је северна Кина остала углавном неписмена. 
Само током династија Минг и Ћинг дрвене и металне покретне врсте алата за штампање су имале значајну употребу, али је преферирани метод остао блок од дрвета. Употреба покретног алата у Кини никада није прелазила 10 одсто свих штампаних материјала, док је 90 одсто штампаних књига користило старију технологију блокова. У једном случају за огрев је коришћен цео комплет дрвеног типа од 250.000 комада.  Дрвени блокови су остали доминантна метода штампања у Кини све до увођења литографије у касном 19. веку. 

### Штампање у боји
Најранија позната штампа на дрвету је у боји — кинеска свила из династије Хан штампана је у три боје.
Боја је веома честа у азијској штампи на папиру; у Кини први познати пример је Дијамантска сутра из 1341. године, штампана црно-црвеном бојом у храму Зифу у савременој провинцији Хубеј. Најранија књига штампана у више од 2 боје је Chengshi moyuan (кин: 程氏墨苑), штампана 1606. и техника достигла је врхунац у књигама о уметности објављеним у првој половини 17. века.

### Цитирани радови
- Barrett, Timothy Hugh (2008), The Woman Who Discovered Printing, Great Britain: Yale University Press, ISBN 978-0-300-12728-7
- Bulliet, Richard W. (1987). „Medieval Arabic Tarsh: A Forgotten Chapter in the History of Printing” (PDF). Journal of the American Oriental Society. 107 (3): 427—438. JSTOR 603463. doi:10.2307/603463. Приступљено 17. 1. 2019.
- Carter, John (2006). An ABC for Book Collectors (8th изд.). Delaware: Oak Knoll Books. ISBN 9781584561125.
- Chia, Lucille (2011), Knowledge and Text Production in an Age of Print: China, 900-1400, Brill
- Lane, Richard (1978). Images from the Floating World: The Japanese Print. Old Saybrook, CT: Konecky & Konecky. ISBN 978-1-56852-481-8. OCLC 475522764.
- McMurtrie, Douglas C. (1962), THE BOOK: The Story of Printing & Bookmaking, Oxford University Press, seventh edition
- Tsien, Tsuen-Hsuin (1985), Science and Civilization in China. Vol. 5: Chemistry and Chemical Technology. Part 1: Paper and Printing, Cambridge University Press, ISBN 0-521-08690-6
- Twitchett, Denis (1998b), The Cambridge History of China Volume 8 The Ming Dynasty, 1368—1644, Part 2, Cambridge University Press
- Wilkinson, Endymion (2012), Chinese History: A New Manual, Harvard University Asia Center for the Harvard-Yenching Institute